# کرسپین
کرسپین (به انگلیسی: Crespian) (تلفظ فرانسوی: [kʁɛspjɑ̃]) کمونی در دپارتمان‌های فرانسه گارد در جنوب فرانسه است.